# Dirk Behrens
Dirk Behrens (* 1. September 1954 in Bremerhaven) ist ein zeitgenössischer Maler und Grafiker, der im Elbe-Weser-Dreieck Bekanntheit erlangt hat.

## Biografie
Behrens verbrachte seine Kindheit in Spaden bei Bremerhaven. Zwischen 1975 und 1982 studierte er Malerei und Grafik an der Hochschule für Bildende Künste Braunschweig sowie Geschichte an der TU Braunschweig.
Seit 1993 ist Behrens als freischaffender Maler tätig. Sein Atelier in Issendorf benutzt er seit 2000. Von 2012 bis 2020 unterrichtete er an der Fachoberschule Gestaltung an der Jobelmannschule/BBSI in Stade.

## Künstlerisches Schaffen
Behrens malt hauptsächlich mit Acryl- und Ölfarbe auf Papier bzw. Leinwand, teilweise kombiniert mit Tusche, Pastell oder Buntstift. Seine Themen reichen von der abstrahierten Darstellung von Menschenmengen über freie Experimente mit Farbe bis hin zur fast gegenständlichen Darstellung von Landschaften.
„Wer das 1993 begonnene freie Schaffen des zunehmend erfolgreichen und dabei bescheiden gebliebenen Künstlers von Anfang an beobachtet, erlebt beglückend, wie er sich offensichtlich ohne jede Anstrengung von figürlicher und gegenständlicher Festschreibung löst.“ – Sigrid Quäker im Stader Tageblatt, 30. Januar 2002
Zu den Projekten des Künstlers gehören u. a. eine Bildreihe, die von Postkarten inspiriert ist und bereits beim Hansetag 2007 in Lippstadt sowie im KunstRaum Hüll (bei Drochtersen) ausgestellt wurde, und die Erfassung von Landschaften mittels eines selbstgebauten Projektionsgeräts, das 2005 bei einer Jubiläumsfeier im Rüstjer Forst (bei Deinste) und 2007 im Schlosspark der Evenburg in Leer zum Einsatz kam.

## Ausstellungen
- 1978: „Selbstgespräche“, Kunstverein Baden-Württemberg, Stuttgart und Haus am Waldsee, Berlin
- 1999: „Kunst entsteht“, fünfwöchige Malaktion und Ausstellung im Naturkundemuseum Natureum Niederelbe (Einzelausstellung)
- 1999: Städtische Galerie im Königin-Christinen-Haus, Zeven (Einzelausstellung)
- 2002: Schwedenspeicher-Museum Stade (Einzelausstellung)
- 2005: „der Wald vor lauter Bäumen“, Malerei und Ausstellung im Rüstjer Forst (Landkreis Stade)
- 2005: NORDART 2005, Rendsburg-Büdelsdorf
- 2007: „Landschaften á la carte“, Kunstraum Hüll (Einzelausstellung)
- 2007: „Schloss Evenburg“ – ein Projekt des Landkreises und des Kulturvereins Leer (Einzelausstellung)
- 2007: Kunstprojekt FRAGILE des Internationalen Hansetages in Lippstadt
- 2008: NORDART 2008, Rendsburg-Büdelsdorf
- 2010: Artevie – Espace d’Art Contemporain International, Lorrez-le-Bocage (F)
- 2011: „Wer ist M?“, Schloss Agathenburg (Einzelausstellung)
- 2011: „übers Moor“, zweimonatige Kunstaktion im Aschhorner Moor, Landkreis Stade (Einzelausstellung)
- 2012: „siebzehnuhrdreiundfünfzig“, Kunstverein Rotenburg a.d. Wümme (Einzelausstellung)
- 2013: NORDART 2013, Rendsburg-Büdelsdorf
- 2014: „Das Moor mit allen Sinnen“, sechswöchige Kunstaktion im Aschhorner Moor, Landkreis Stade (mit Sarah Burkhardt)
- 2018: „Norddeutsche Kunst“, Ausstellung und Versteigerung im Nordsee-Congresszentrum Husum
- 2018: NORDART 2018, Rendsburg-Büdelsdorf
- 2019: Kunsthalle Wilhelmshaven, NORDWESTKUNST, Ausstellung der Nominierten

## Auszeichnungen
- 1993: 2. Preis im europaweiten Grafikwettbewerb „Art Logistics“ des Bundesverbandes Logistik e. V., Bremen
- 1995: Erster Emder Kunstpreis
- 1997: Kunstpreis der Dr. Marlene Trentwedel-Stiftung, Bremervörde
- 2014: Daniel-Frese-Preis, Lüneburg (Auszeichnung durch die Jury)

## Werke
- Kloster Neuenwalde: zur Geschichte des ehemaligen Nonnenklosters und heutigen Damenstiftes Neuenwalde, Bremische Ritterschaft (Hg.), Stade: 1993